# Parc naturel Obô de Principe
Pour les articles homonymes, voir Parc naturel Obô.
Le parc naturel Obô de Principe (PNP) a été créé en 2006 sur l'île de Principe, en même temps que le parc naturel Obô de São Tomé sur l'île de Sao Tomé. Ces deux espaces de Sao Tomé-et-Principe visent une reconnaissance internationale à travers un statut de parc national, mais en 2019 l'UICN ne leur avait pas encore assigné de catégorie.

## Territoire
Le parc comprend deux zones disjointes : le tiers sud de l'île et la forêt d'Azeitona, située plus au nord. Le reste de l'île, non inclus dans le parc, constitue une zone tampon.

## Description
Le parc est inhabité et dépourvu d'infrastructures permanentes en raison du relief, d'une pluviosité élevée, de difficultés d'accès et de sols peu propices aux activités agricoles. De ce fait il est relativement protégé d'un impact négatif de l'activité humaine. On observe cependant une augmentation des menaces sur l'environnement, telles que le braconnage, l'abattage illégal d'arbres et surtout la capture d'espèces protégées, comme les perroquets ou les tortues marines.